# Margaritis Dimitsas

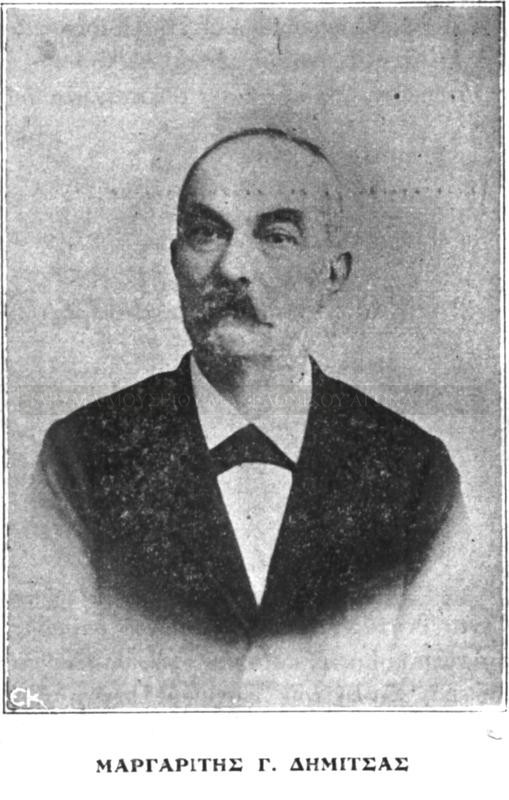
Margaritis Dimitsas

Margaritis Dimitsas (griechisch Μαργαρίτης Δήμητσας, nach älterer Transkription Margarites G. Demitsas; * 1830 in Ohrid, damals Osmanisches Reich; † 1903) war ein griechischer Philologe und Geograph.
Dimitsas studierte 1856–1859 Philologie in Athen, 1859–1861 in Berlin und promovierte in Leipzig mit einer Arbeit über die Geschichte seiner Vaterstadt. Er wurde 1862 Rektor in Monastir, 1865 Gymnasialdirektor in Saloniki und wirkte ab 1869 als Professor am Lehrerinnenseminar und Inhaber einer Privatlehranstalt in Athen.
Er veröffentlichte etwa 20 Schriften meist zur Geographie und Geschichte Griechenlands, darunter: „Chronographie und Topographie Makedoniens“, kritische Textberichtigungen des Strabon, kritische Untersuchungen über den Stamm Skanderbegs, über die wirkliche Vaterstadt des Päonios, eine Reise durch Ägypten (preisgekrönt in Venedig). Von ihm stammten die geografischen Schul-Lehrbücher für Griechenland 1878 und 1885.
Mit Publikationen in Zeitschriften unterstrich Dimitsas die politische Bedeutung der Geografie als Legitimation für den griechischen Nationalismus, mit seinen Forschungen versuchte er, den historischen Anspruch Griechenlands auf Makedonien und Thrakien zu legitimieren.

## Werke
- Übersetzung von Otto Abels Makedonien vor König Philipp, Leipzig (Weidmann) 1847; als He Mechri Philippou Archaia Historia Tes Makedonias Leipzig 1860, Nachdruck Athen 1991, ISBN 960-258-019-4.
- Politische Geografie, Athen 1882
- Viographia Olympiados Tes Epeirotidos:Neoptolemou Tou Alketou Thygatros Nominou Tou Philippou B' Gynaikos Kai Alexandrou Tou Megalou Metros, Athen 1887, Nachdruck Athen 1993, ISBN 960-7199-17-0.
- Makedonien in sprechenden Steinen und überlebenden Monumenten, Athen 1896